# Kinh tế châu Á
Kinh tế châu Á là nền kinh tế của hơn 4 tỉ người (chiếm 60% dân số thế giới) sống ở 48 quốc gia khác nhau. Sáu nước nữa về mặt địa lý cũng nằm trong châu Á nhưng về mặt kinh tế và chính trị được tính vào châu lục khác.
Như tất cả các vùng miền khác trên thế giới, sự thịnh vượng của kinh tế châu Á có sự khác nhau rất lớn giữa các nước và ở cả ở trong một nước. Điều đó là do quy mô của nó rất lớn, từ văn hóa, môi trường, lịch sử đến hệ thống chính quyền. Những nền kinh tế lớn nhất trong châu Á tính theo GDP danh nghĩa là Nhật Bản, Trung Quốc và Ấn Độ. Kinh tế có quy mô khác nhau, từ Trung Quốc với nền kinh tế đứng thứ hai thế giới tính theo GDP danh nghĩa (2010), tới Campuchia là một trong những nước nghèo nhất.
Theo GDP danh nghĩa, Cộng hòa nhân dân Trung Hoa có nền kinh tế lớn nhất châu Á và lớn thứ hai trên thế giới, sau đó là Nhật Bản và Ấn Độ đứng thứ ba và thứ tám trên thế giới. Hàn Quốc cũng là một nước có nền kinh tế lớn, xếp thứ 12 trên thế giới tính theo GDP danh nghĩa.

## GDP các quốc gia châu Á
Đây là danh sách các nước châu Á được sắp xếp theo tổng sản phẩm quốc nội năm 2016 hoặc tỷ giá chính thức của chính phủ (GDP danh nghĩa) và bản đồ PPP cho năm 2016.
Chỉ số GDP và PPP danh nghĩa 2016 cung cấp bởi Quỹ Tiền tệ Quốc tế (có thể sắp xếp; tính theo tỷ USD)
| Quốc gia hoặc vùng lãnh thổ | GDP danh nghĩa tỷ USD | GDP (PPP) tỷ USD | GDP (PPP) Bình quân đầu người USD | Vị trí     |
| --------------------------- | --------------------- | ---------------- | --------------------------------- | ---------- |
| Afghanistan                 | 20.444                | 64.198           | 1.944                             | Nam Á      |
| Armenia                     | 11.644                | 26.053           | 8.164                             | Đông Á     |
| Azerbaijan                  | 74.145                | 165.988          | 17.761                            | Tây Á      |
| Bahrain                     | 33.862                | 66.851           | 49.020                            | Tây Á      |
| Bangladesh                  | 226.760               | 628.376          | 3.940                             | Nam Á      |
| Bhutan                      | 1.983                 | 5.871            | 7.662                             | Nam Á      |
| Brunei                      | 17.104                | 32.866           | 79.890                            | Đông nam Á |
| Myanmar                     | 68.277                | 244.365          | 4.752                             | Đông nam Á |
| Campuchia                   | 16.551                | 50.161           | 3.276                             | Đông nam Á |
| Trung Quốc (PRC)            | 11.383.033            | 20.853.331       | 13.224                            | Đông Á     |
| Síp                         | 23.263                | 27.516           | 30.882                            | Tây Á      |
| Đông Timor                  | 4.970                 | 6.745            | 5.479                             | Đông nam Á |
| Gruzia                      | 16.536                | 34.345           | 9.209                             | Tây Á      |
| Hồng Kông SAR of China      | 322.429               | 427.632          | 55.097                            | Đông Á     |
| Ấn Độ                       | 2.288.715             | 8.642.758        | 5.808                             | Nam Á      |
| Indonesia                   | 936.955               | 3.010.746        | 10.651                            | Đông nam Á |
| Iran                        | 386.120               | 1.439.295        | 17.443                            | Tây Á      |
| Iraq                        | 148.411               | 588.737          | 15.348                            | Tây Á      |
| Israel                      | 311.739               | 292.809          | 33.136                            | Tây Á      |
| Nhật Bản                    | 4.412.603             | 4.901.102        | 37.519                            | Đông Á     |
| Jordan                      | 35.878                | 79.907           | 11.971                            | Tây Á      |
| Kazakhstan                  | 128.109               | 433.909          | 24.108                            | Trung Á    |
| CHDCND Triều Tiên           | 28.000                | 40.000           | 1.900                             | Đông Á     |
| Hàn Quốc                    | 1.321.196             | 1.916.439        | 35.379                            | Đông Á     |
| Kuwait                      | 110.455               | 298.198          | 70.686                            | Tây Á      |
| Kyrgyzstan                  | 7.402                 | 19.229           | 3.262                             | Trung Á    |
| Lào                         | 11.681                | 34.532           | 5.006                             | Đông nam Á |
| Liban                       | 50.028                | 81.419           | 18.052                            | Tây Á      |
| Ma Cao SAR of China         | 22.100                | 18.470           | 59.451                            | Đông Á     |
| Malaysia                    | 309.262               | 859.881          | 25.145                            | Đông nam Á |
| Maldives                    | 2.885                 | 4.554            | 13.312                            | Nam Á      |
| Mông Cổ                     | 12.037                | 34.869           | 11.919                            | Đông Á     |
| Nepal                       | 19.761                | 67.137           | 2.388                             | Nam Á      |
| Oman                        | 77.779                | 176.211          | 43.847                            | Tây Á      |
| Pakistan                    | 270.961               | 982.380          | 4.749                             | Nam Á      |
| Papua New Guinea            | 16.809                | 18.595           | 2.470                             | Đông nam Á |
| Philippines                 | 310.312               | 793.193          | 6.974                             | Đông nam Á |
| Qatar                       | 170.860               | 333.936          | 137.162                           | Tây Á      |
| Nga                         | 1.132.739             | 3.684.643        | 24.449                            | North Asia |
| Ả Rập Xê Út                 | 618.274               | 1.720.027        | 52.311                            | Tây Á      |
| Singapore                   | 294.560               | 484.951          | 83.066                            | Đông nam Á |
| Sri Lanka                   | 74.924                | 236.471          | 10.410                            | Nam Á      |
| Syria                       | 77.460                | n/a              | 5.551                             | Tây Á      |
| Đài Loan (ROC)              | 529.597               | 1.125.988        | 46.036                            | Đông Á     |
| Tajikistan                  | 9.242                 | 22.402           | 2.698                             | Trung Á    |
| Thái Lan                    | 404.824               | 1.152.421        | 15.579                            | Đông nam Á |
| Thổ Nhĩ Kỳ                  | 798.332               | 1.665.332        | 19.698                            | Tây Á      |
| Turkmenistan                | 47.932                | 82.395           | 14.217                            | Trung Á    |
| UAE                         | 399.451               | 669.679          | 66.347                            | Tây Á      |
| Uzbekistan                  | 62.613                | 199.335          | 5.630                             | Trung Á    |
| Việt Nam                    | 185.897               | 592.848          | 5.656                             | Đông nam Á |
| Yemen                       | 43.229                | 104.008          | 3.788                             | Tây Á      |

## Tiền tệ
Dưới đây là danh sách tiền tệ của các nước châu Á, kể cả Nga, tỷ giá hối đoái giữa tiền tệ các nước với đồng Euro và đô la Mỹ Tính đến  ngày 16 tháng 11 năm 2014.
| Quốc gia                             | loại tiền tệ     | Trị giá bằng đồng Euro | Trị giá bằng USD | Ngân hàng trung ương                                      |
| ------------------------------------ | ---------------- | ---------------------- | ---------------- | --------------------------------------------------------- |
| Afghanistan                          | Afghani          | 0.0138989              | 0.0174581        | Da Afghanistan Bank                                       |
| Bahrain                              | Dinar            | 2.11128                | 2.65182          | Central Bank of Bahrain                                   |
| Bangladesh                           | Taka             | 0.0103371              | 0.0129825        | Bangladesh Bank                                           |
| Bhutan                               | Ngultrum         | 0.0128996              | 0.0162008        | Royal Monetary Authority of Bhutan                        |
| Brunei                               | Dollar           | 0.614824               | 0.771898         | Monetary Authority of Brunei Darussalam                   |
| Campuchia                            | Riel             | 0.000196436            | 0.000246853      | National Bank of Cambodia                                 |
| Trung Quốc                           | Yuan Renminbi    | 0.130120               | 0.163331         | Ngân hàng Nhân dân Trung Quốc                             |
| Hồng Kông Đặc khu kinh tế Trung Quốc | Dollar           | 0.102721               | 0.128946         | Cơ quan tiền tệ Hồng Kông                                 |
| Ấn Độ                                | Rupee            | 0.102704               | 0.128946         | Reserve Bank of India                                     |
| Indonesia                            | Rupiah           | 0.0000653833           | 0.0000816287     | Bank Indonesia                                            |
| Iran                                 | Rial             | 0.0000297600           | 0.0000373650     | Central Bank of the Islamic Republic of Iran              |
| Iraq                                 | Dinar            | 0.000685442            | 0.000860579      | Central Bank of Iraq                                      |
| Israel                               | Shekel           | 0.209102               | 0.262298         | Bank of Israel                                            |
| Nhật Bản                             | Yen              | 0.00689059             | 0.00864214       | Bank of Japan                                             |
| Jordan                               | Dinar            | 1.12868                | 1.41563          | Central Bank of Jordan                                    |
| Kazakhstan                           | Tenge            | 0.00440473             | 0.00552486       | National Bank of Kazakhstan                               |
| CHDCND Triều Tiên                    | Won              | 0.00605467             | 0.00759450       | Central Bank of the Democratic People's Republic of Korea |
| Hàn Quốc                             | Won              | 0.000728414            | 0.000913654      | Bank of Korea                                             |
| Kuwait                               | Dinar            | 2.73958                | 3.43644          | Central Bank of Kuwait                                    |
| Kyrgyzstan                           | Som              | 0.0138420              | 0.0173611        | National Bank of the Kyrgyz Republic                      |
| Lào                                  | Kip              | 0.0000991663           | 0.000124378      | Bank of the Lao P.D.R.                                    |
| Liban                                | Pound            | 0.000526981            | 0.000660939      | Banque du Liban                                           |
| Ma Cao Đặc khu kinh tế Trung Quốc    | Pataca           | 0.0998241              | 0.125196         | Monetary Authority of Macao                               |
| Malaysia                             | Ringgit          | 0.238501               | 0.299109         | Bank Negara Malaysia                                      |
| Maldives                             | Rufiyaa          | 0.0522196              | 0.0654879        | Maldives Monetary Authority                               |
| Mông Cổ                              | Tugrik           | 0.000425543            | 0.000533618      | Bank of Mongolia                                          |
| Myanmar                              | Kyat             | 0.000778782            | 0.000976562      | Central Bank of Myanmar                                   |
| Nepal                                | Rupee            | 0.00802579             | 0.0100496        | Nepal Rastra Bank                                         |
| Oman                                 | Rial             | 2.07073                | 2.59725          | Central Bank of Oman                                      |
| Pakistan                             | Rupee            | 0.00781302             | 0.00980106       | State Bank of Pakistan                                    |
| Palestine                            | Shekel (Israeli) | 0.209327               | 0.262578         | Bank of Israel                                            |
| Philippines                          | Peso             | 0.0177623              | 0.0222792        | Central Bank of the Philippines                           |
| Qatar                                | Riyal            | 0.218946               | 0.274597         | Qatar Central Bank                                        |
| Ả Rập Xê Út                          | Riyal            | 0.212630               | 0.266624         | Saudi Arabian Monetary Agency                             |
| Singapore                            | Dollar           | 0.615720               | 0.772011         | Monetary Authority of Singapore                           |
| Sri Lanka                            | Rupee            | 0.00609051             | 0.00763650       | Central Bank of Sri Lanka                                 |
| Syria                                | Pound            | 0.00472961             | 0.00593121       | Central Bank of Syria                                     |
| Đài Loan                             | Dollar           | 0.0260109              | 0.0326143        | Central Bank of the Republic of China                     |
| Tajikistan                           | Somoni           | 0.156860               | 0.196676         | National Bank of Tajikistan                               |
| Thái Lan                             | Baht             | 0.0243270              | 0.0305042        | Bank of Thailand                                          |
| Turkmenistan                         | Manat            | 0.279808               | 0.350877         | Central Bank of Turkmenistan                              |
| UAE                                  | Dirham           | 0.217183               | 0.272242         | Central Bank of the United Arab Emirates                  |
| Uzbekistan                           | Som              | 0.000333445            | 0.000417970      | Central Bank of the Republic of Uzbekistan                |
| Việt Nam                             | Đồng             | 0.0000374713           | 0.0000469600     | Ngân hàng nhà nước Việt Nam                               |
| Yemen                                | Rial             | 0.00371431             | 0.00465430       | Central Bank of Yemen                                     |